# Rasta Knast
Rasta Knast är ett tyskt punkband som bildades 1997. Har gjort cover på många svenska punklåtar av band som Asta Kask, Radioaktiva Räker och Troublemakers.

## Diskografi
- 1997 – Prøbegepøgt (EP)
- 1998 – Legål Kriminål
- 1999 – Die Katze beißt in Draht
- 2000 – Turistas Alemanes Asesin@s (EP, Rasta Knast + Mallorcaos Punx)
- 2000 – Rasta Knast/Troublemakers (Split-EP med Troublemakers)
- 2001 – Bandera Pirata
- 2003 – Marcas Da Revolta (Split-LP med Agrotóxico)
- 2003 – Kanpai (Split-EP med Crispy Nuts)
- 2007 – Live in São Paulo
- 2009 – Friede Freude Untergang (EP)
- 2010 – Tertius Decimus 1997-2010 (samlingsalbum)
- 2012 – Trallblut

## Coverlåtar i urval
| "TV"                             | Asta Kask – "TV:n"                           |
| "Staatsdiktatur"                 | Asta Kask – "Politysk tortyr"                |
| "Kein Licht"                     | Asta Kask – "Inget ljus"                     |
| "Legale Verbrecher"              | Asta Kask – "Det är snett"                   |
| "Aufruhrzeit"                    | Asta Kask – "PS. 474" (traditional)          |
| "Eine Revolution gegen das Volk" | Asta Kask – "Iran"                           |
| "Nichts ist für die Ewigkeit"    | Radioaktiva Räker – "Bakom spegeln"          |
| "Wir leben noch"                 | Radioaktiva Räker – "Taggar"                 |
| "Trümmer"                        | Radioaktiva Räker – "Iskalla drömmar"        |
| "Ronka med rapport"              | Troublemakers – "Subba"                      |
| "Will haben"                     | Troublemakers - "Vill ha"                    |
| "Süßer die Kassen nie klingen"   | Iskuryhmä – "Kauniit ja rohkeat"             |
| "Chicos de la calle"             | Toreros after Olé – "Chicos de la calle"     |
| "Terrorismo autorizado"          | La Broma de Ssatán – "Terrorismo autorizado" |
| "Cuando yo riviente"             | Commando 9mm – "Cuando yo riviente"          |
| "Reich geworden"                 | Flicts – "Em nosso coração"                  |
| "Angstzustand"                   | Los Violadores – "Viejos patéticos"          |
| "Freier Fall"                    | Töpseli – okänd                              |
| "Dia e noite, noite e dia"       | Cólera – "Dia e noite, noite e dia"          |
| "Marcas da revolta"              | Agrotóxico – "Marcas da revolta"             |
| "Escombros"                      | Inocentes – "Escombros"                      |
| "Diabos mutantes"                | Zumbis do Espaço – "Diabos mutantes"         |
| "Crucificados pelo sistema"      | Ratos de Porão – "Crucificados pelo sistema" |
| "Solider Untertan"               | Crispy Nuts – "Will"                         |
| "Teenage Lobotomy"               | Ramones – "Teenage Lobotomy"                 |
| "Gustav Glück"                   | Marionetz – "Gustav Glück"                   |